# 波特蘭伐木者
波特蘭伐木者（英語：Portland Timbers）是一支位於美國奧勒岡州波特蘭的職業足球隊。該隊參賽於足球大聯盟。伐木者是MLS的第十八支球隊。這支MLS球隊是波特蘭歷來第四支以伐木者為名的球隊，該隊繼承並享有前幾支伐木者隊的歷史和特點。球队主场是位于波特兰的普罗维登斯公园球场。

## 歷史
2007年5月，一支由梅里特·保爾森領導的團隊買下了波特蘭海狸及USL的伐木者隊並申請加入MLS。該團隊成員之一是前美國財政部長亨利·保爾森（梅里特·保爾森的父親），亨利·保爾森握有該團隊百分之二十的股權。當時，聯盟方面認為波特蘭市若要建立一支MLS球隊，有幾個問題需要解決：球場觀眾席配置、球場草皮、賽程安排。他們可能需要一座新球場才能獲准加入MLS。
2007年10月，梅里特·保爾森得知PGE Park(Jeld-Wen體育場的前身)可以兩千萬美元的價格升級改建，一座全新的八千到九千座位的棒球場則需要花費三千萬美元。2008年11月，保爾森告訴紐約時報，他預期波特蘭將花費八千五百萬美元的稅收建造一座新的棒球場給海狸隊以及改建PGE Park使之適用於足球。作為交換，他將出資四千萬美元的加盟費，為波特蘭帶來一支MLS球隊。
儘管幫助私人獲取MLS特許經營權讓波特蘭市長與市議會飽受爭議，MLS仍在2009年3月20日，由總裁當·加柏宣佈波特蘭獲得該聯盟第十八支球隊，也宣佈該球隊的隊名將延用波特蘭伐木者。
波特蘭伐木者的擁有者是Peregrine Sports有限公司，該公司由梅里特·保爾森領導。保爾森亦曾是Shortstop有限公司的領導人，此公司曾是USL的伐木者隊及太平洋岸聯盟的波特蘭海狸的擁有者。
2010年8月10日，前MLS前峰、當時擔任休士頓迪纳摩助理教練的約翰·史賓瑟被任命為MLS伐木者隊的首任總教練，伐木者先前在USL時期的總教練蓋文·威爾金森則被任命為球隊總經理及技術指導。
伐木者在2011年3月19日進行了他們在MLS的首場比賽，以1比3不敵當時的MLS衛冕冠軍科羅拉多急流。伐木者在MLS的首顆進球由肯尼·庫柏所踢進。
2012年7月9日，伐木者以0比3不敵皇家鹽湖城，賽後，約翰·史賓瑟遭到解雇。史賓瑟的繼任者是前美國U-23國家隊及前艾克朗大學男子足球隊總教練凱勒柏·波特。
伐木者在2013年例行賽在西區排在首位，因此獲得將成為該隊史上第一次參予的國際賽事，2014-15中北美冠軍聯賽的參賽資格。
2015年，首次贏得美職聯季後賽總冠軍。

## 球場

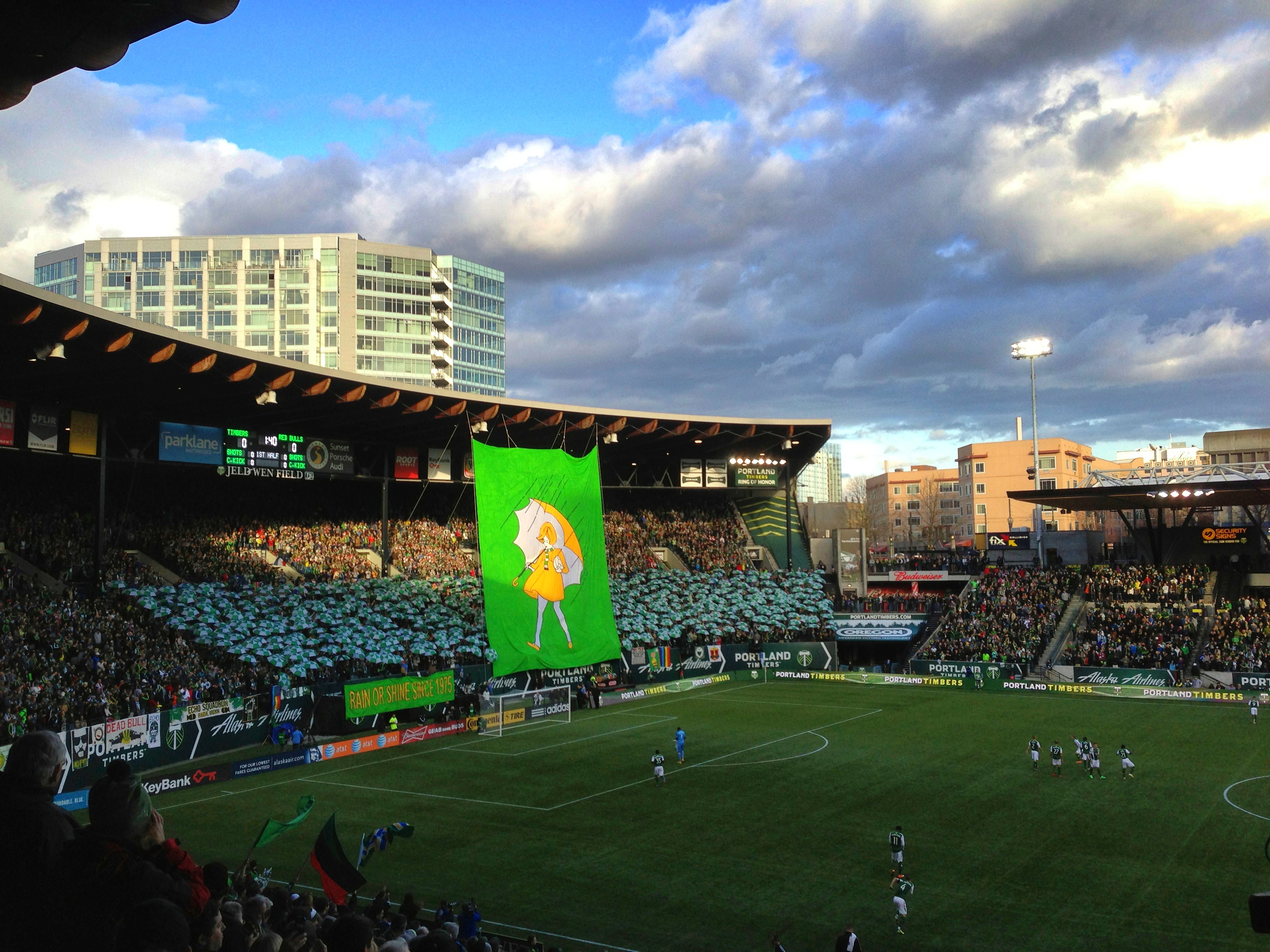
普罗维登斯球场，2013年常规赛揭幕战

伐木者队的主场是普罗维登斯公园球场。该球场同时也是波特蘭州立大學维京人橄榄球队和波特兰的女足队波特兰玫瑰刺自2013年的主场。球场2011年进行了整修。新球场无法进行棒球赛，迫使之前使用该球场的棒球队波特兰海狸迁到亚利桑那州图桑市。
最初波特兰市政府修缮伐木者球场的资金和同时修建的棒球场资金绑定，而伐木者队的所有者保尔森同时是海狸队的所有者。由于选址的一拖再拖而修缮球场的期限将近，两项工程的资金最后被分开。修缮后的球场计划容纳22000-23000人左右。2011赛季实际容量限制在了18627人，到2012年才扩充到20323人。2014年2月10日伐木者队和普罗维登斯健康保险公司达成了冠名权赞助的协议。球场将被冠名为“普罗维登斯公园球场”至少至2028年。
2017年12月波特兰城市委员会批准了一项五千万的球场扩充计划。该计划将会在原有基础上增加4000个座椅（扩容20%）。该计划将于2019年大联盟常规赛赛季前结束，并且将用于所有伐木者和玫瑰刺队的比赛。

## 俱樂部文化

### 吉祥物
萊澤曼贊助足球聯盟團隊波特蘭伐木者，因此他們的球衣贊助商為球隊設計了吉祥物：「伐木者喬伊」。

## 球員與隊職員

### 隊職員
行政人員
教練組

## 紀錄

### 歷年
- 官方网站